# Metagenomics

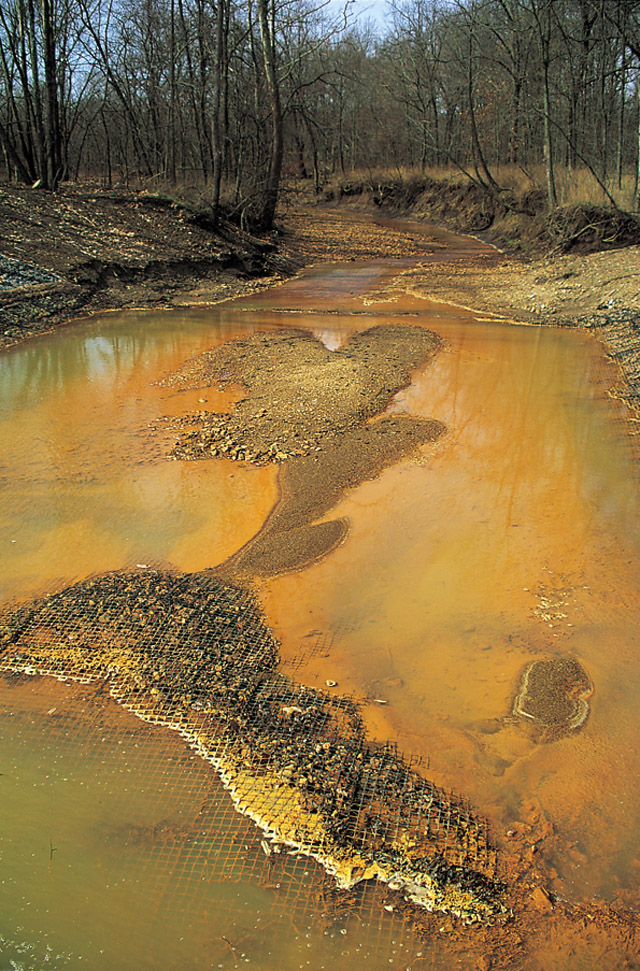
Với Metagenomics ta có thể nghiên cứu các quần xã vi sinh vật, ví dụ như quần xã vi sinh ở dòng suối bị axit hóa do khai khoáng như ở hình trên.

Metagenomics là nghiên cứu về metagenomes, nhằm thu vật liệu di truyền trực tiếp từ các mẫu trong môi trường. Lĩnh vực rộng lớn này có thể được hiểu là di truyền học môi trường, di truyền học sinh thái hay di truyền học quần xã. Nếu như di truyền học và vi sinh vật học truyền thống giải trình tự bộ gen (genome sequencing) của vi sinh vật dựa trên mẫu là các mẫu dòng đã nuôi cấy, thì ngay từ những nghiên cứu đầu tiên, di truyền học môi trường đã nhân dòng các đoạn trình tự gen đặc hiệu (thường là gen 16S rRNA) để xây dựng dữ liệu về đa dạng sinh học của các mẫu môi trường. Với những nghiên cứu bước đầu đó, người ta đã nhận ra rằng nếu chỉ tiếp tục nghiên cứu theo kiểu truyền thống thì sẽ không thể tìm hiểu về sự đa dạng sinh học của vi sinh vật được. Những nghiên cứu metagenomics gần đây thường thực hiện bằng phương pháp Sanger ("shotgun" Sanger sequencing), hoặc song song với phương pháp pyrosequencing để có các mẫu của tất cả các gen từ mỗi cá thể trong quần xã mẫu. Chính vì vai trò quan trọng trong việc khám phá đa dạng vi sinh vật mà metagenomics có thể được coi như một lăng kính giúp ta hiểu hơn về thế giới của các sinh vật nhỏ bé, đóng góp vào hiểu biết của nhân loại về toàn bộ thế giới sống.

## Giải trình tự

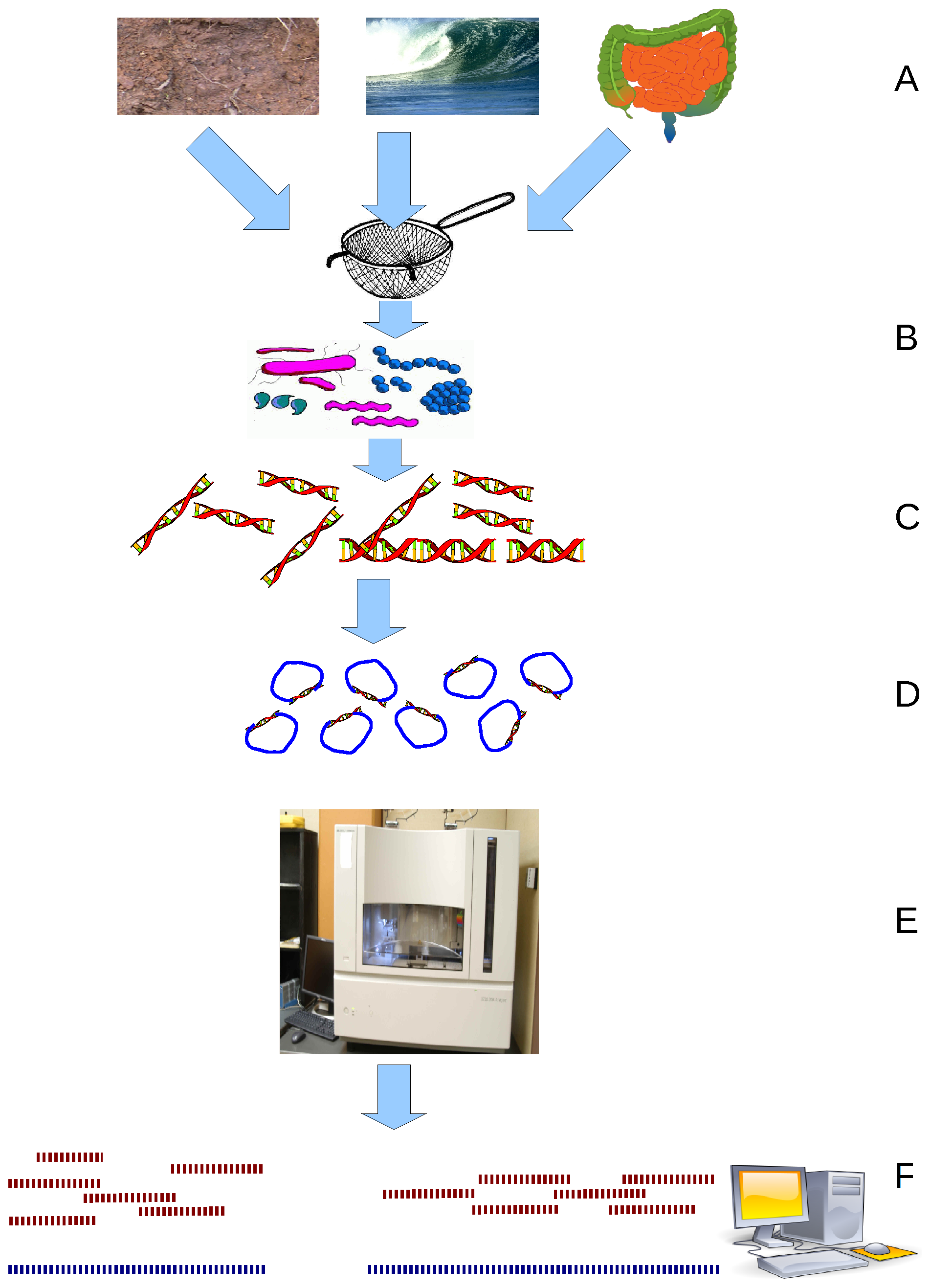
Giải trình tự shotgun từ môi trường (Environmental Shotgun Sequencing, ESS). (A) Thu mẫu từ môi trường; (B) sàng lọc mẫu theo kích cỡ; (C) phân tích và phân lập DNA; (D) nhân dòng và lập thư viện; (E) giải trình tự các dòng (clones); (F) ghép nối trình tự (sequence assembly) để tạo thành các contig và scaffold.